# میها مازینی
میها مازینی (انگلیسی: Miha Mazzini؛ زادهٔ ۳ ژوئن ۱۹۶۱) رمان‌نویس، فیلم‌نامه‌نویس، کارگردان فیلم، ستون‌نویس اهل اسلوونی است.

## زندگی‌نامه
میها مازینی، متولد ۱۹۶۱ در یسنیتسه، یوگسلاوی، نویسنده، فیلمنامه‌نویس و کارگردان اسلوونیایی است. او تاکنون ۳۰ جلد کتاب منتشر کرده که به ۱۰ زبان ترجمه شده‌اند و دارای مدرک دکترای مردم‌شناسی از مؤسسه علوم انسانی اسلوونی و کارشناسی ارشد در رشته نویسندگی خلاقانه برای سینما و تلویزیون از دانشگاه شفیلد است. او هم‌چنین در انتخابات آکادمی فیلم اروپایی، موفق به کسب رأی لازم برای عضویت در آن شده‌است.